# Puertoricomango
Puertoricomango (Anthracothorax aurulentus) är en fågel i familjen kolibrier.

## Utbredning och systematik
Fågeln förekommer på Puerto Rico, utliggande öarna Culebra och Vieques, och Jungfruöarna. Den kategoriserades tidigare som underart till hispaniolamango (Anthracothorax dominicus) men urskiljs allt oftare som egen art.

## Status
Trots det begränsade utbredningsområdet och att den tros minska i antal anses beståndet vara livskraftigt av internationella naturvårdsunionen IUCN.